# موسليتشي
موسليتشي هي قرية في البوسنة والهرسك. وهي تقع على أراضي مدينة بيهاتش التابعة لكانتون يونا-سانا في اتحاد البوسنة والهرسك. طبقا لنتائج تعداد البوسنة عام 2013، فقد كان عدد سكانها 466 نسمة.

## التركيبة السكانية

### التطور التاريخي للسكان
| 1961 | 1971 | 1981 | 1991 | 2013 |
| ---- | ---- | ---- | ---- | ---- |
| 230  | 428  | 481  | 500  | 466  |

## وصلات خارجية
- (بالإنجليزية) Maplandia